# Lucie Satrapová
Lucie Satrapová, née le 3 juillet 1989 à Havlíčkův Brod, est une joueuse internationale  tchèque de handball, évoluant au poste de gardienne de but.

## Carrière
En 2013, elle finit meilleure gardienne au pourcentage d'arrêt du championnat du monde 2013, disputé avec l'équipe de République tchèque, avec 58 % de tirs arrêtés
À l'été 2018, elle rejoint le Paris 92 en remplacement de Silje Solberg.

## Palmarès

### En sélection
championnats du monde
- 15e du championnat du monde 2013